# ماتئو پلاسیدا
ماتئو پلاسیدا (انگلیسی: Matteo Placida؛ زادهٔ ۲۲ اوت ۱۹۷۸) بازیکن فوتبال اهل ایتالیا است.
از باشگاه‌هایی که در آن بازی کرده‌است می‌توان به باشگاه فوتبال آ.ث. میلان، باشگاه فوتبال مونتسا، باشگاه فوتبال کومو، باشگاه فوتبال نووارا، و باشگاه فوتبال یو. اس. پرگولیتزه اشاره کرد.
وی همچنین در تیم ملی فوتبال زیر ۱۸ سال ایتالیا بازی کرده‌است.